# Рио-Чико (приток Чубута)
Рио-Чико (исп. Río Chico) — река в Аргентине, правый приток Чубута. Протекает по территории провинции Чубут. Площадь водосборного бассейна Рио-Чико составляет 61 131,72 км².
Вытекает из озера Колуэ-Уапи, расположенного на высоте 252 метра над уровнем моря. Течёт в общем северо-восточном направлении по пустынной местности. Впадает в водохранилище Флорентино-Амегино на высоте 123 метра над уровнем моря.
Климат местности сухой, годовое количество осадков составляет 100—200 мм, среднегодовая температура 8 °C.
Постоянных притоков река не имеет, основные притоки из числа временных водотоков — Валье-Эрмоса, Лагарто, Трес-Ботельяс, Эль-Пахарито, Отеро, Саусе-Соло (правые), Каньядон-де-лас-Росас, Каньядон-де-ла-Леона (левые).